# Germaine Tailleferre
Germaine Tailleferre (19. dubna 1892, Saint-Maur-des-Fossés, Francie – 7. listopadu 1983, Paříž) byla francouzská skladatelka, jediná žena v Pařížské šestce.

## Život
Narodila se jako Marcelle Taillefesse v Saint Maur Des Fossés v Île-de-France. Protože ji její otec odmítl podporovat ve studiu hudby, změnila si v mládí jméno na Tailleferre. Na klavír se zpočátku učila hrát doma se svou matkou (v té době již komponovala své první krátké skladby) a ve studiu pokračovala na pařížské konzervatoři, kde se setkala s Louisem Dureyem, Francisem Poulencem, Dariem Milhaudem, Georgem Auricem a Arthurem Honeggerem. Na konzervatoři zvítězila v několika soutěžích a napsala 18 krátkých skladeb Petit livre de harpe de Madame Tardieu pro Carolinu Tardieuovou, asistující profesorku hry na harfu.

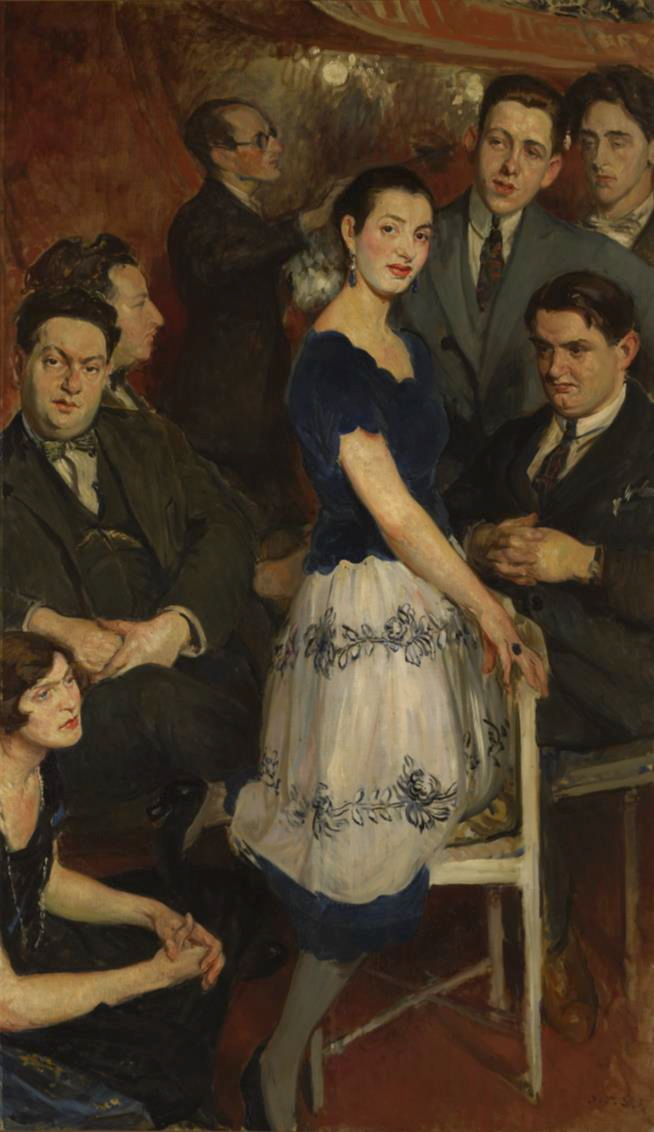
Skupinový portrét Pařížské šestky spolu s klavíristkou Marcelle Meyer od Jacquesa-Émila Blanche z roku 1921. Germaine Tailleferre je vlevo dole.

Stala se členkou Pařížské šestky, jejíž členové vydali společné album klavírních skladeb (slavné „Album des Six“). Pět členů také spolupracovalo na hudbě k Les Mariés de La Tour Eiffel od Jeana Cocteaua. Cocteau sice původně přidělil složení hudby Auricovi, ten ale postupoval pomalu, takže Cocteau rozdělil práci i mezi ostatní členy skupiny. Durey se spolupráce nezúčastnil, protože v tu dobu nebyl v Paříži.
V roce 1923 začala Tailleferre trávit hodně času s Mauricem Ravelem v jeho domě v Monfort-L'Amaury. Ravel ji dodal odvahu k účasti na soutěži Prix de Rome.
V roce 1925 se vdala za Ralpha Bartona, amerického karikaturistu, a přestěhovala se na Manhattan. Ve Spojených státech zůstala do roku 1927, kdy se s manželem vrátila do Francie. Krátce nato se rozvedli.

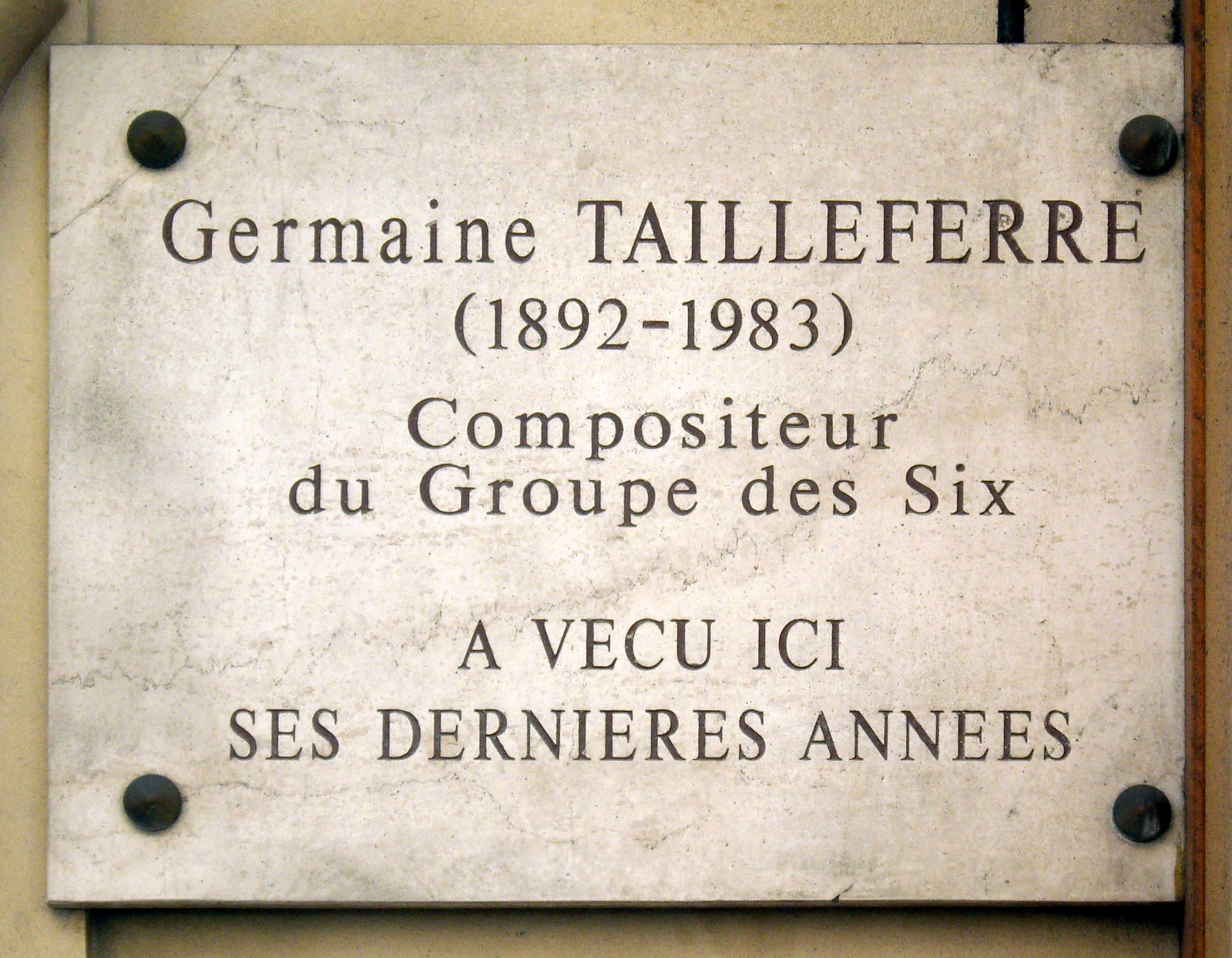
Pamětní deska. Plaque apposée au n° 87 de la rue d'Assas, Paris 6^{e.}

Během 20. let napsala Tailleferreová několik významných děl – Koncert č. 1 pro klavír a orchestr, Concertino pro harfu, balety Le Marchand d'Oiseaux, La Nouvelle Cythère, Sous le Ramparts d'Athènes; vytvořila také průkopnickou hudbu k několika filmům, včetně B'anda, kde použila africké motivy.
30. léta byla ještě plodnější – Koncert pro dva klavíry, sbor, saxofony a orchestr;Koncert pro housle a orchestr, opery Zoulaïna a Le Marin de Bolivar; a mistrovská La Cantate de Narcisse ve spolupráci s Paulem Valérym. Hudbu napsala také k filmu Le Petit Chose Maurice Clocha a řadě dokumentům.
Po propuknutí druhé světové války byla nucena zanechat většinu svých děl v domě v Grasse, kromě nedávno dokončených Třech etud pro klavír a orchestr. Přes Španělsko a Portugalsko se dostala do Ameriky a válečná léta strávila ve Filadelfii.
Po válce, v roce 1946, se vrátila do Francie a komponovala orchestrální a komorní hudbu, balety Paris-Magie a Parisiana (pro Královský balet v Kodani); opery Il était un Petit Navire , Dolores, La Petite Sirène (na motivy příběhu Hanse Christiana Andersena Malá mořská víla ) a Le Maître; hudební komedii Parfums, Koncert des Vaines Paroles pro baryton, klavír a orchestr, Koncert pro soprán a orchestr, Concertino pro flétnu, klavír a orchestr, Koncert č. 2 pro klavír a orchestr , Koncert pro dvě kytary a orchestr, druhá Sonáta pro housle a klavír, Sonáta pro harfu a mnoho filmové a televizní hudby. Většina těchto skladeb nebyla za jejího života publikována.
V roce 1976 přijala místo doprovazečky v hudebních a pohybových hodinách na pařížské soukromé škole École alsacienne. V posledním období svého života se soustředila zejména na menší formy, kvůli postupující artritidě v rukou. Přesto však vytvořila Sonátu Champêtre pro hoboj, klarinet, fagot a klavír; Sonátu pro dva klavíry; sborová díla; variace pro dva klavíry nebo orchestr, řadu dětských písní (na texty Jeana Tardieua) a skladby pro mladé klavíristy. Jejím posledním významnějším dílem je Koncert de la Fidelité pro koloraturní soprán a orchestr, jehož premiéra se konala v Pařížské opeře rok před její smrtí.
Germaine Tailleferre zemřela 7. listopadu 1983 v Paříži. Je pochována v Quincy-Voisins, Seine-et-Marne.